# Dictyna saepei
Dictyna saepei là một loài nhện trong họ Dictynidae.
Loài này thuộc chi Dictyna. Dictyna saepei được Ralph Vary Chamberlin & Wilton Ivie miêu tả năm 1941.